# Iva Despić-Simonović
Iva Despić-Simonović właśc. Ivana Simonović (ur. 15 sierpnia 1891 we wsi Hrastovica, zm. 12 lipca 1961 w Vasin Han) – jugosłowiańska rzeźbiarka, pochodzenia bośniackiego.

## Życiorys
Pochodziła z zamożnej rodziny, była córką generała armii austro-węgierskiej. Kształciła się w szkole rzemieślniczej w Zagrzebiu, pod kierunkiem rzeźbiarzy Roberta Frangeša-Mihanovicia i Rudolfa Valdeca. W 1910 po raz pierwszy zaprezentowała publicznie swoje prace. Naukę kontynuowała w Paryżu i w Monachium, specjalizując się w medalierstwie. W 1914 jej prace wystawiano w Paryżu, a w roku 1927 w Belgradzie. Brała udział także w ośmiu wystawach zbiorowych prezentujących dzieła sztuki jugosłowiańskiej poza granicami kraju. Jej twórczością był zainteresowany król Aleksander, dzięki któremu powstało atelier w pałacu w Belgradzie. Tam też powstawały rzeźby członków rodziny królewskiej, a także przedstawicieli elity politycznej Jugosławii. W jej dorobku artystycznym były także rzeźby rumuńskiego króla Ferdynanda i bułgarskiego księcia Cyryla. W pracowni Ivy Despić-Simonović lekcje rzeźby pobierała królowa Maria.
Despić-Simonović uchodzi za pierwszą rzeźbiarkę związaną z Bośnią i Hercegowiną, w której spędziła większość swojego życia. W czasie II wojny światowej cierpiała niedostatek i zajmowała się hodowlą zwierząt. Po przejęciu władzy przez komunistów, w 1945 została aresztowana jako zwolenniczka monarchii. Karę odbywała w więzieniu w Sarajewie. Po opuszczeniu więzienia ograniczyła swoją działalność artystyczną do malowania, w tym okresie sporadycznie zajmowała się rzeźbą. Na zamówienie władz Mostaru wykonała popiersia poetów: Aleksy Šanticia, Svetozara Ćorovicia i Osmana Đikicia.

## Życie prywatne
Dwukrotnie wychodziła za mąż. Pierwsze małżeństwo z Aleksandrem Zarevskim zostało unieważnione. W 1918 w Zagrzebiu poznała Aleksandra Aco Despicia, pochodzącego z sarajewskiej rodziny kupieckiej. Para pobrała się w 1920. Małżonkowie mieszkali w Sarajewie, tam też przyszły na świat ich dzieci: Gospava i Bato. Z uwagi na zły stan zdrowia w 1931 przeniosła się do letniego domu Vasin Han k. Sarajewa, gdzie znajdowała się pracownia artystki. Tam też spędziła ostatnie lata swojego życia.

## Pamięć
W 2019 wystawę dzieł artystki zorganizowało Muzeum Literatury w Sarajewie.